# シロヒレタビラ
シロヒレタビラ（白鰭田平、Acheilognathus tabira tabira）は、コイ目コイ科タナゴ亜科タナゴ属に属する淡水魚で、タビラの基亜種である。種小名と亜種名は、日本語でタナゴを意味する「タビラ」に由来する。

## 形態
- 全長は約10cm[1]。
- 背鰭の不分岐軟条が3本、分岐軟条9-11本、臀鰭の不分岐軟条が3本、分岐軟条が8-10本である。
- 側線鱗数は34-39枚、側線上方横列鱗数は6枚、側線下方横列鱗数は4〜5枚である。[2]
- 鰓蓋の上方に明瞭な暗色班がある。
- ミナミアカヒレタビラやセボシタビラと異なり、稚魚期の背鰭に黒班は出現しない。
- 日本に生息するタビラ5亜種の中では体高が高い場合が多い[3]。
- 琵琶湖産の本亜種の鰭は黄色みを帯び、婚姻色は派手な発色はしない[2]。

繁殖期のオスは、腹鰭と臀鰭の基部は黒く、外縁は白くなり、体色は著しく寒色系で統一されている。。

### よく似た種
婚姻色が出ていない時期は、同所に生息するヤリタナゴとよく似る。
両種は外見上酷似しているが、
- ヒゲの長さは、本亜種はヤリタナゴより短い。
- 本亜種は肩部に明瞭な暗色班がある。
- 体側に腹鰭の基部程まで青い縦帯がある。
- 背鰭の鰭膜には、本亜種は黒斑が並んでいない。

といった相違点がある。

## 生態
雑食だが、植物食の傾向が強く、付着藻類を主に、イトミミズなどを食べる。
水深70cm以深の水草や岩などの障害物が多い場所に生息し、琵琶湖では水深30-40mまで観察されている。底層を好むタビラ5亜種の中で最も深い場所を好む。
主に湖沼や河川などに生息し、ミナミアカヒレタビラやキタノアカヒレタビラと異なり、閉鎖的な溜池では再生産をすることが出来ない。
他のタビラ5亜種よりもオスは単独での傾向を好み、成長と共にオスは群れを作らなくなる。
産卵は4-9月頃に1-2回行う。鶏卵形の卵を1-10数個程、イシガイ、タテボシガイ、オトコタテボシガイ、マツカサガイ、ヨコハマシジラガイなど流水性の淡水二枚貝に産むが、産地により好む産卵母貝が異なり、三重県櫛田川付近ではオバエボシガイ、岡山県旭川付近ではカタハガイを利用する。繁殖期のオスは気性が荒く、広い縄張りを主張する。
受精後2日程で孵化し、約1ヶ月で8mm程に成長し、産卵母貝から出て行く。1年で4-5cm、2年で6-8cmに成長し、成熟する。

## 分布
大きく、瀬戸内海集水域と伊勢湾集水域の遺伝的に2系統分けられる。
濃尾平野、琵琶湖・淀川水系と岡山県高梁川水系以東の山陽地方、徳島県に分布する。人為移入による青森県、島根県にも分布する。
本亜種は伊勢湾集水域において、三重県櫛田川水系を除き、木曽川水系(愛知県、岐阜県)では在来の系統がほとんど確認できず、琵琶湖産の移植個体により置き換わってしまったとされる。